# Abi-sarê
Abi-sarê ou Abi-Sare ou Abi-sarê ou A-bi-sa-re-e, fut roi de Larsa vers 1905—1895 av. J.-C. Il lança de nombreux travaux dont plusieurs chantiers hydrauliques destinés à détourner les eaux irriguant Isin.